# Dapanera genuteres
Dapanera genuteres är en insektsart som beskrevs av Karsch 1889. Dapanera genuteres ingår i släktet Dapanera och familjen vårtbitare. Inga underarter finns listade i Catalogue of Life.